# Helena Lloret i Gómez
Helena Lloret Gómez (Barcelona, 25 de juny de 1992) és una waterpolista catalana.
Formada al Centre Natació Mataró, el 2009 va fitxar pel Club Natació Sabadell amb el qual va aconseguir dues Eurolligues (2011, 2013), dues lligues espanyoles (2011, 2012), tres Copes de la Reina (2010, 2011, 2012), tres Supercopes espanyoles (2010, 2011, 2012) i dues Copes de Catalunya (2010, 2011). El juny de 2012 li va ser diagnosticada una malaltia greu, trombosis venosa i embòlia pulmonar, de la qual va recuperar-se de forma satisfactòria. Posteriorment va fitxar pel Club Natació Sant Andreu i la temporada 2017-18 va tornar al CN Mataró. Internacional amb la selecció espanyola en categories inferiors, va aconseguir la medalla d'or al Campionat del Món Júnior de 2011. Amb la selecció absoluta ha sigut internacional en 32 ocasions, obtenint una medalla d'argent al Campionat del Món de Budapest 2017, una medalla d'or als Jocs Mediterranis de Tarragona 2018 i una medalla de bronze al Campionat d'Europa de Barcelona 2018.

## Palmarès
Clubs
- 2 Eurolligues femenines de la LEN: 2010-11, 2012-13
- 3 Lligues espanyoles de waterpolo femenina: 2010-11, 2011-12, 2012-13
- 4 Copes espanyoles de waterpolo femenina: 2009-10, 2010-11, 2011-12, 2012-13
- 5 Supercopes espanyoles de waterpolo femenina: 2009-10, 2010-11, 2011-12, 2012-13, 2019-20
- 4 Copes Catalunya de waterpolo femenina: 2009-10, 2010-11, 2011-12, 2012-13

Selecció espanyola
- 1 medalla d'argent als Campionat del Món de waterpolo: 2017
- 1 medalla de bronze als Campionat d'Europa de waterpolo: 2018
- 1 medalla d'or al Jocs Mediterranis de 2018